# Palaeorhiza callima
Palaeorhiza callima là một loài Hymenoptera trong họ Colletidae. Loài này được Hirashima mô tả khoa học năm 1988.